# Драголюб Велимирович
Драголюб Велимирович (серб. Драгољуб Велимировић, 12 травня 1942, Валево — 22 травня 2014, Белграді) — сербський шахіст, гросмейстер від 1973 року.

## Шахова кар'єра
У 1970-1980-х роках належав до числа провідних югославських шахістів. Між 1974 і 1990 роками шість разів взяв участь у шахових олімпіадах, на першій з них здобувши дві срібні медалі (у командному заліку та індивідуальному заліку на 5-й шахівниці), крім того в 1970—1980 роках чотири рази грав за збірну Югославії на командних чемпіонатах Європи, на яких здобув дві медалі: срібну (1973) i бронзову (1977). Крім того, 1989 року в Люцерні став віце-чемпіоном світу в командному заліку. Неодноразово брав участь у фіналах індивідуальних чемпіонатів Югославії, тричі посівши 1-ше місце (1970 разом з Міланом Вукічем, 1975, а також 1997). Тричі брав участь у міжзональних турнірах (відбору до чемпіонатів світу), на яких показав такі результати: Ріо-де-Жанейро (1979) — 14-те місце, Москва (1982) — 10-те місце, а також Сірак (1987) — посів 12-те місце.
Досягнув багатьох успіхів у міжнародних турнірах, зокрема, в таких містах як:
- Скоп'є (1971, поділив 2-ге місце позаду Лева Полугаєвського, разом з Альбіном Планінцом),
- Врнячка-Баня (1973, посів 1-ше місце),
- Новий Сад (1976, посів 2-ге місце),
- Прая де Роха (1978, зональний турнір, посів 1-ше місце),
- Смедеревська-Паланка (1979, посів 2-ге місце позаду Душана Райковича),
- Земун (1980, поділив 1-ше місце разом з Міланом Вукічем),
- Борово (1980, поділив 2-ге місце позаду Мілана Матуловича, разом з Бранко Рогулєм),
- Будва (1981, зональний турнір, посів 1-ше місце),
- Баня-Лука (1981, поділив 2-ге місце позаду Віталія Цешковського, разом з Дьюлою Саксом i Предрагом Ніколічем),
- Титоград (1984, поділив 1-ше місце разом з Віктором Корчним),
- Вршац — двічі вигравав Меморіал Борислава Костіча (1985, а також 1987, разом з Яаном Ельвестом),
- Зениця (1989, поділив 2-ге місце позаду Петара Поповича, разом з Бранко Дамляновичем, Сергієм Смагіним, Еміром Діздаревичем i Ріко Маскарінасом),
- Нікшич (1994, посів 1-ше місце),
- Бієліна (2001, посів 1-ше місце).

Найвищий рейтинг у кар'єрі мав 1 січня 1986 року, досягнувши 2575 пунктів ділив тоді 20-23-тє місце в світовій класифікації ФІДЕ, водночас посідав 2-ге місце (позаду Любомира Любоєвича) серед югославських шахістів.
У шаховому світі прославився гострим, комбінаційним стилем гри, котрий, проте, крім ефектних перемог, став причиною неодноразових поразок від слабших суперників, що стало на заваді досягненню кращих турнірних результатів. У теорії дебютів його іменем названо атаку у варіанті Созіна в сицилійському захисті: 1.e4 c5 2.Кf3 d6 3.d4 cd 4.К:d4 Кf6 5.Кc3 e6 6.Сc4 Sc6 7.Сe3 (див. Алгебраїчна нотація).

## Зміни рейтингу
| На цьому місці має відображатися графік чи діаграма, однак з технічних причин його відображення наразі вимкнено. Будь ласка, не видаляйте код, який викликає це повідомлення. Розробники вже працюють для того, щоби відновити штатне функціонування цього графіка або діаграми. | |
| | На цьому місці має відображатися графік чи діаграма, однак з технічних причин його відображення наразі вимкнено. Будь ласка, не видаляйте код, який викликає це повідомлення. Розробники вже працюють для того, щоби відновити штатне функціонування цього графіка або діаграми. |